# Claudia Jaguaribe
Claudia Jaguaribe (Rio de Janeiro, 1955) é uma fotógrafa brasileira.

## Biografia
Formada em História da Arte pela Boston University, o trabalho de Claudia Jaguaribe se caracteriza por uma intensa pesquisa plástica que utiliza diferentes mídias (fotografia, vídeo, internet) para lidar com a contemporaneidade. Suas imagens refletem uma visão que combina subjetividade e a reflexão sobre o mundo contemporâneo.
Já expôs seus trabalhos no Kennedy Center  - Washington, no MAM RJ/SP, Instituto Tomie Ohtake, e Paço das Artes, e participou de diversas feiras de arte, como a Arco - na Espanha, Miami Basel, nos EUA, e SP Arte - São Paulo.
Seus videos já foram exibidos nos principais festivais nacionais e internacionais, como o Alucine - Toronto, Mostra Audiovisual Paulista, e Festival de Santiago Alvarez - Cuba.

## Publicações
- As Cidades do Brasil - Rio de Janeiro (Ed. Publifolha, 2006)
- Aeroporto (Ed. Codex, 2002), O Corpo da Cidade ( Ed. BEI,2006)
- Atletas do Brasil (Ed. Sextante, 1999)
- Quem Você Pensa que Ela é? (Editora 34, 1995)
- Cidades ( Ed. Companhia das Letras, 1993).